# Bewirtungskosten (Deutschland)
Bewirtungskosten sind im Steuerrecht Aufwendungen für die Bewirtung von Personen, die nicht Arbeitnehmer des Steuerpflichtigen sind.
Dazu zählen aus betrieblicher Veranlassung bezahlte Speisen, Getränke und zum sofortigen Verzehr bestimmte Genussmittel sowie Nebenkosten, die zwangsläufig im Zusammenhang mit der Bewirtung anfallen, z. B. Garderobengebühren. Jedoch muss allgemein die Beköstigung im Vordergrund stehen. Hierunter fallen beispielsweise keine Nachtclubbesuche, da hier die Gesamtkosten in einem Missverhältnis zu den Bewirtungsaufwendungen stehen.

## Bewirtungskosten als Betriebsausgaben/Werbungskosten
Generell wird unterschieden in nicht abzugsfähige Kosten der allgemeinen Lebensführung und betrieblich/beruflich veranlasste Kosten nach § 4 Abs. 4 EStG, die als Betriebsausgaben/Werbungskosten abziehbar sind.

### Nicht abzugsfähige Kosten der allgemeinen Lebensführung
Kosten, die einem überwiegend privaten Anlass (z. B. Geburtstag) zuzuordnen sind, werden als Kosten der allgemeinen Lebensführung eingestuft und sind daher nicht als Betriebskosten abzugsfähig, d. h. nicht abzugsfähige Kosten der allgemeinen Lebensführung.

### Betrieblich/beruflich veranlasste Kosten
Sofern der Arbeitgeber Tag und Ort einer Mahlzeit bestimmt bzw. die dafür anfallenden Aufwendungen dienst- oder arbeitsrechtlich ersetzt werden und die Rechnung auf den Arbeitgeber ausgestellt ist, handelt es sich um betrieblich/beruflich veranlasste Bewirtungskosten.

## Bewirtung von Geschäftsfreunden
Nach § 4 Abs. 5 Nr. 2 Satz 1 EStG können bei betrieblich veranlasster Bewirtung von Geschäftsfreunden, d. h., wenn die Bewirtung der Geschäftsbeziehung oder deren Aufbau dient, die Aufwendungen teilweise als Betriebsausgaben geltend gemacht werden, d. h., die Aufwendungen unterliegen einer Abzugsbeschränkung: Nur 70 % der Kosten sind als Betriebsausgaben abzugsfähig.
Als Geschäftsfreunde gelten (potentielle) Kunden, Lieferanten, Handelsvertreter, Kollegen, Pressemitglieder, Vertreter der Öffentlichkeit, Steuerberater, Rechtsbeistand sowie Besucher des Betriebes inklusive Begleitpersonen.

## Angemessenheit
Es ist auf die Angemessenheit der Bewirtungsaufwendungen zu achten. Unangemessene Kosten sind nicht als Betriebsausgaben abzugsfähig.
Es wird unterschieden in nach Art unangemessene Kosten und nach Höhe unangemessene Kosten.
Nach Art unangemessene Kosten sind gänzlich nicht abzugsfähig. Hier ist wieder der Nachtclubbesuch als Beispiel zu nennen.
Ob ein Bewirtungsaufwand bezüglich der Höhe der Kosten unangemessen ist, hängt von den jeweiligen Umständen sowie den in der Branche üblichen Verhältnissen ab. Ein der Höhe nach unangemessener Bewirtungsaufwand muss aufgeteilt werden in einen unangemessenen Teil, der nicht abzugsfähig ist, sowie in einen angemessenen Teil, der von den Betriebskosten abgezogen werden darf.

## Aufzeichnungspflichten
Nach § 4 Abs. 5 Nr. 2 Satz 2 und 3 EStG müssen zum Nachweis der Höhe und der betrieblichen Veranlassung der Aufwendungen folgende Angaben durch den Steuerpflichtigen erfolgen:
- Ort
- Tag
- Teilnehmer
- Anlass der Bewirtung sowie
- Höhe der Aufwendungen.

Handelt es sich um eine Bewirtung, deren Betrag 250 € übersteigt, so muss die Rechnung gemäß § 14 UstG weiterhin folgende Angaben enthalten:
- Name und Anschrift des Bewirtenden (Gastgeber)
- Rechnungsbetrag aufgeschlüsselt nach Steuersätzen sowie Mehrwertsteuersatz und -Betrag
- Steuer- oder Umsatzsteuer-Identifikationsnummer der Gaststätte.

Hat die Bewirtung in einer Gaststätte stattgefunden, so genügen Angaben zu Anlass und Teilnehmern sowie die Beifügung der Rechnung über die Bewirtung, die den umsatzsteuerrechtlichen Vorschriften genügen muss. Die Rechnung muss maschinell erstellt und registriert sein (R 4.10 Abs. 8 EStR 2012). Rechnungen in anderer Form, z. B. handschriftlich erstellte, reichen nicht aus und sind somit nicht als Betriebsausgabe abzugsfähig.